# Orostachys spinosa
Orostachys spinosa là một loài thực vật có hoa trong họ Crassulaceae. Loài này được (L.) Sweet miêu tả khoa học đầu tiên năm 1830.